# Коржавін Наум Мойсейович
Нау́м Мойсе́йович Коржа́він (ім'я при народженні — Нехем'я Мусієвич Мандель; 14 жовтня 1925, Київ — 22 червня 2018, Дарем, Північна Кароліна, США) — російський радянський і американський поет, прозаїк-публіцист, перекладач, драматург, мемуарист.

## Біографія

### Ранні роки
Народився 14 жовтня 1925 року в Києві в єврейській родині. Дід його був цадиком, батько — палітурником, мати працювала зубним лікарем. Сім'я жила на вулиці Володимирській, 97б (на розі с Жилянської). Навчався в українській середній школі № 95 на вулиці Жилянській.
Рано захопився поезією. 2 вересня 1940, за його власними спогадами, був виключений з російської середньої школи № 44, де займався з 4 класу, «за хуліганство» через конфлікт із завучем, і був змушений перевестися в іншу школу, але і її не закінчив через війну. Ще в Києві молодого поета помітив Микола Асєєв, який потім розповів про нього в московському літературному середовищі. На початку Великої Вітчизняної війни з батьками евакуювався в місто Сім Челябінської області, де в 1942 році екстерном закінчив школу-десятирічку і працював на заводі.